# Antonia Mesina
Antonia Mesina, född 21 juni 1919 i Orgosolo, Sardinien, död 17 maj 1935 i Orgosolo, var en italiensk jungfru och martyr. Hon vördas som salig inom Romersk-katolska kyrkan, med minnesdag den 17 maj. 
Den 17 maj 1935 var Antonia Mesina ute med en väninna för att samla ved. En yngling attackerade henne då och hotade att våldta henne. Hon kämpade emot med full kraft, men blev då ihjälslagen. 
Antonia Mesina saligförklarades av påven Johannes Paulus II den 4 oktober 1987 tillsammans med Marcel Callo och Pierina Morosini.